# Heberto Sein
Heberto Sein (1898-1977) fue un líder cuáquero mexicano, activista por la paz, intérprete de idiomas y diplomático.
Nacido en Matehuala, San Luis Potosí , México , Sein fue uno de los fundadores del Encuentro de Amigos y Casa de Amigos de la Ciudad de México. Estaba casado con una cuáquera nacida en Suiza , Suzanne Sein. Fue intérprete en la fundación de la Liga de las Naciones y más tarde en la Organización Internacional del Trabajo. También promovió los campos de trabajo del American Friends Service Committee en México. Formó parte de la lucha más grande en América Latina por el cambio social no violento. A menudo fue invitado a hablar sobre la paz en los Estados Unidos y fue una voz fuerte pero discreta en las conferencias internacionales de paz en todo el mundo. La Casa Heberto Sein, un Centro Cuáquero en Hermosillo, Sonora, México lleva su nombre.